# Vaucouleurs
Vaucouleurs é uma comuna francesa na região administrativa de Grande Leste, no departamento de Meuse. Estende-se por uma área de 39 km². Em 2010 a comuna tinha 1 959 habitantes (densidade: 50,2 hab./km²).